# Barão de São João de Loureiro
Barão de São João de Loureiro é um título nobiliárquico criado por D. Luís I de Portugal, por Decreto de 18 de Novembro de 1886, em favor de Manuel Soares de Oliveira Cravo.
Titulares
1. Manuel Soares de Oliveira Cravo, 1.º Barão de São João de Loureiro.

Após a Implantação da República Portuguesa, e com o fim do sistema nobiliárquico, usou o título: 
1. António Eduardo da Silva Cravo, 2.º Barão de São João de Loureiro.